# Priraslomnaja

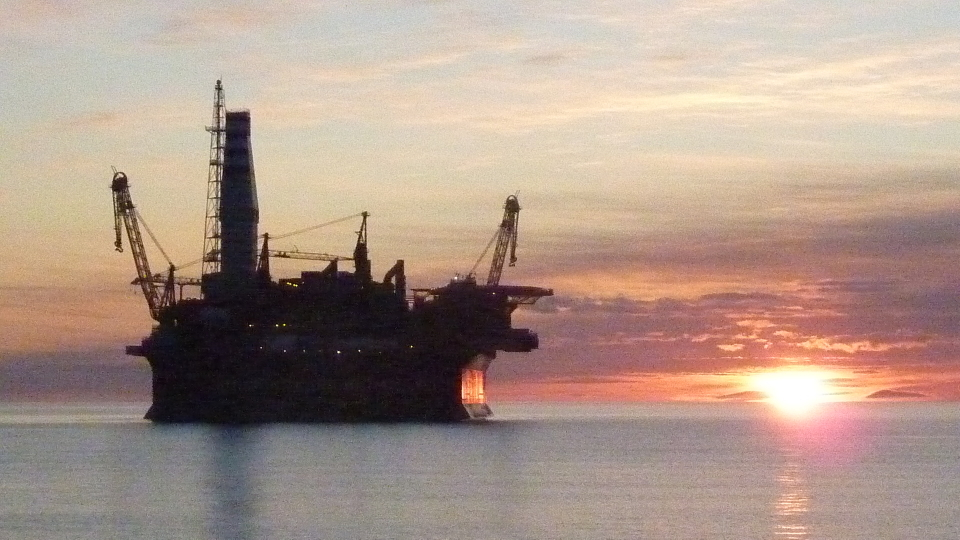
MLSP Priraslomnaja

Priraslomnaja (russisch Морская ледостойкая стационарная платформа, (МЛСП) «Приразломная») ist eine eisfeste stationäre russische Erdöl-Förderplattform in der Petschorasee des Nordpolarmeeres. Zurzeit ist die MLSP Priraslomnaja die einzige Plattform, die Erdöl im Gebiet des russischen Festlandsockels fördert.
Eigentümer und Betreiber ist Gasprom Neft Schelf, eine Tochter des russischen Energiekonzerns Gasprom. 2014 wurde das erste Öl gefördert und verkauft.

## Standort der Plattform
Koordinaten: 69° 15′ 52″ N, 57° 16′ 47″ O
Die Plattform steht in der ausschließlichen Wirtschaftszone Russlands, rund 55 Kilometer vom russischen Festland entfernt, an einer Stelle, an der die See nur 19 Meter tief ist.

## Vorkommen Ölfeld Priraslomnoje
Das Ölfeld Priraslomnoje wurde 1989 entdeckt. Gasprom vermutet unter dem Meeresboden ein Vorkommen von 72 Millionen Tonnen Öl. Rund 6,6 Millionen Tonnen davon soll die Plattform Priraslomnaja pro Jahr fördern.
Im Mai 1992 wurde die Förderung von Bodenschätzen auf dem russischen Festlandsockel beschlossen. Daraufhin wurden verschiedene Firmen mit der Ausarbeitung von Konzepten zur Erschließung der Vorkommen „Schtokmanowskoje“ (Erdgas) und „Priraslomnoje“ (Erdöl) beauftragt.

## Bau der Plattform
1996 begann die Docklegung der ersten 16 Bodensektionen des Caissons bei „Sewmasch“ in Sewerodwinsk. Zur Senkung der Gesamtkosten wurde der obere Teil der ausgemusterten Nordsee-Plattform „Hutton“ verwendet. 2003 wurde die Hutton-Plattform nach Sewerodwinsk überführt und demontiert. Zwischen 2004 und 2006 wurde die 4 Superblöcke des Caissons fertiggestellt und zur Basis der MLSP Priraslomnaja zusammengeschweißt. Ende des Jahres 2006 wurden dann Teile des Arbeitsbereiches der Hutton-Plattform installiert.
Das Wohnmodul der Hutton-Plattform konnte nicht verwendet werden und wurde verschrottet. So entstand das Wohnmodul der Plattform in der Wyborger Schiffswerft als Neubau, einerseits um den meteorologischen Bedingungen von bis zu −40 Grad Celsius gerecht zu werden und andererseits um dem modernen Standard zu entsprechen. Am 17. Juni 2009 verließ das Wohnmodul die Wyborger Schiffswerft und wurde Ende Juli 2009 auf der Werft Sewmasch in Sewerodwinsk durch den Schwimmkran „RAMBIZ“ auf die Plattform aufgesetzt.
2010 wurde die Plattform zur Ballastierung und zum weiteren Ausbau nach Murmansk überführt, bevor sie am 26. August 2011 ihren Einsatzort erreichte. Am 28. August 2011 wurde die Plattform auf den Meeresboden abgesenkt und in den nachfolgenden Monaten mit einer Steinbarriere von 56.000 m3 gesichert. Die Plattform konnte ihre Arbeit auf Grund technischer Mängel nicht wie geplant im Jahr 2012 aufnehmen. Die offizielle Verschiebung des Förderbeginns um ein Jahr und weitere Verzögerungen wegen unzureichender Ausrüstung erlaubten erst die Förderung im April 2014.
Die Versorgung der Plattform erfolgt entweder mit Schiffen über Murmansk oder mittels Hubschrauber von der Station Warandey (russisch Варандей) aus. Von November bis Juni haben Schiffe mit massiven Behinderungen durch Eis zu kämpfen.

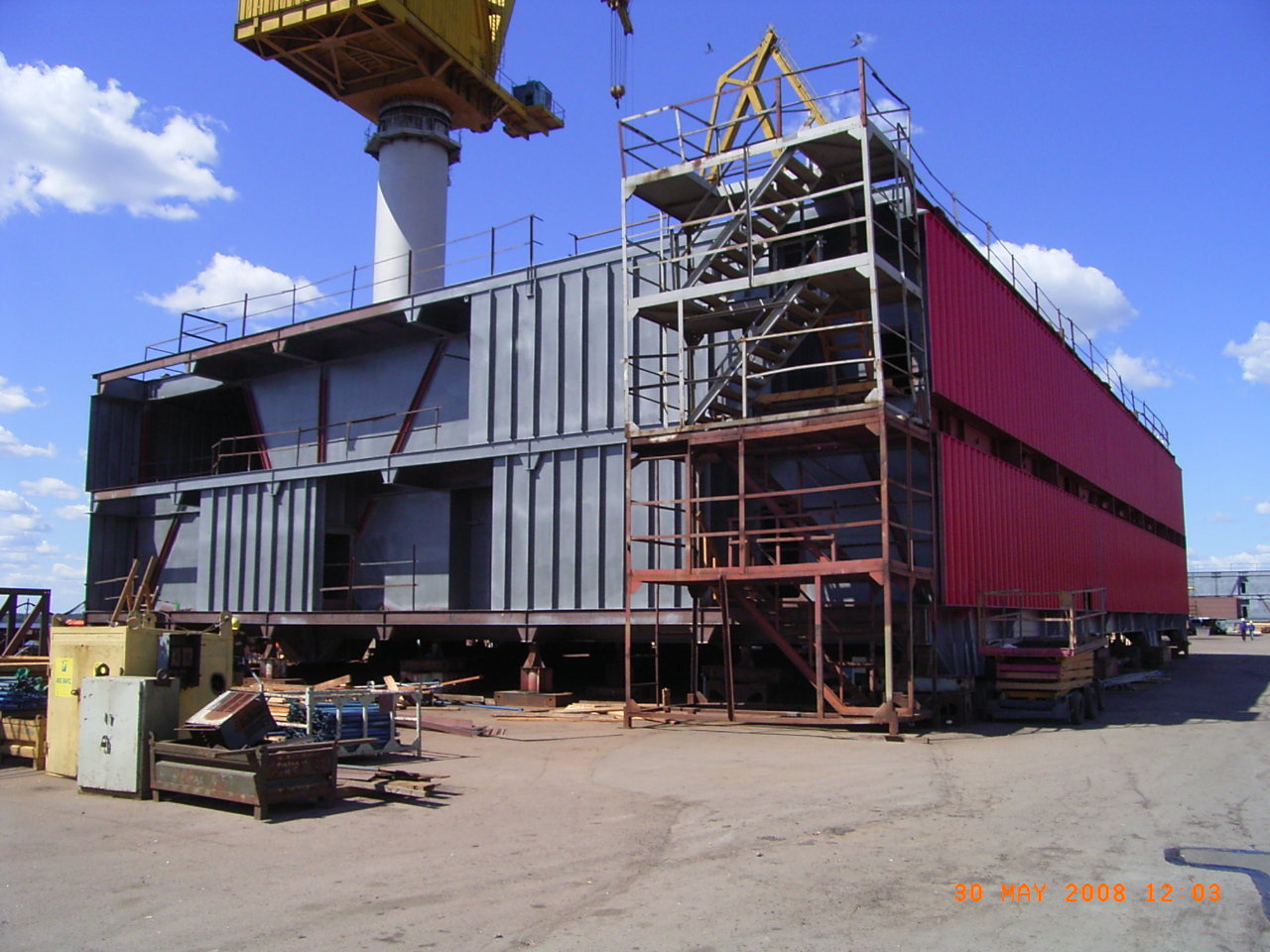
Stahlbau der zweiten Hälfte des Wohnmoduls
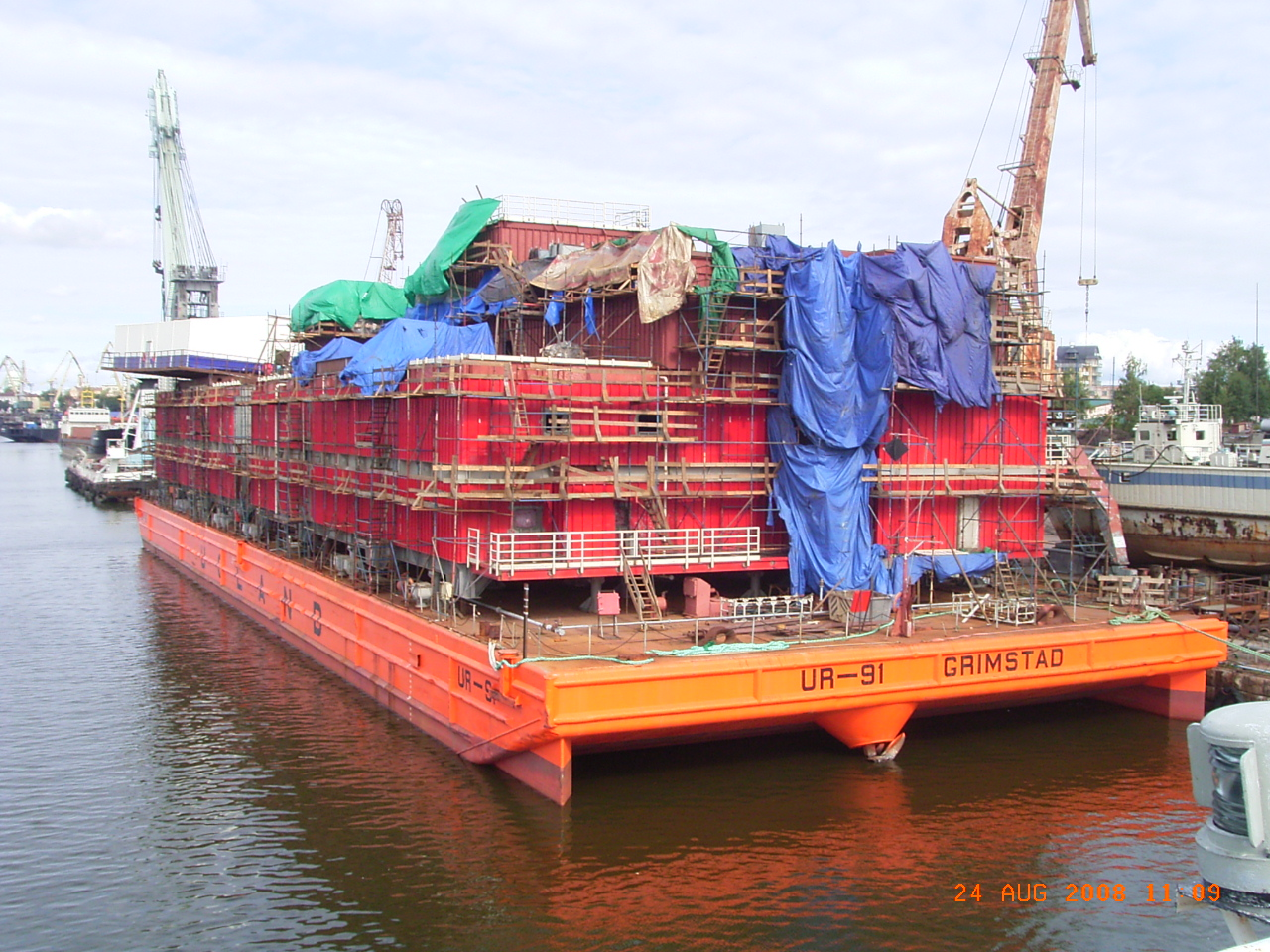
Neubau des Wohnmoduls
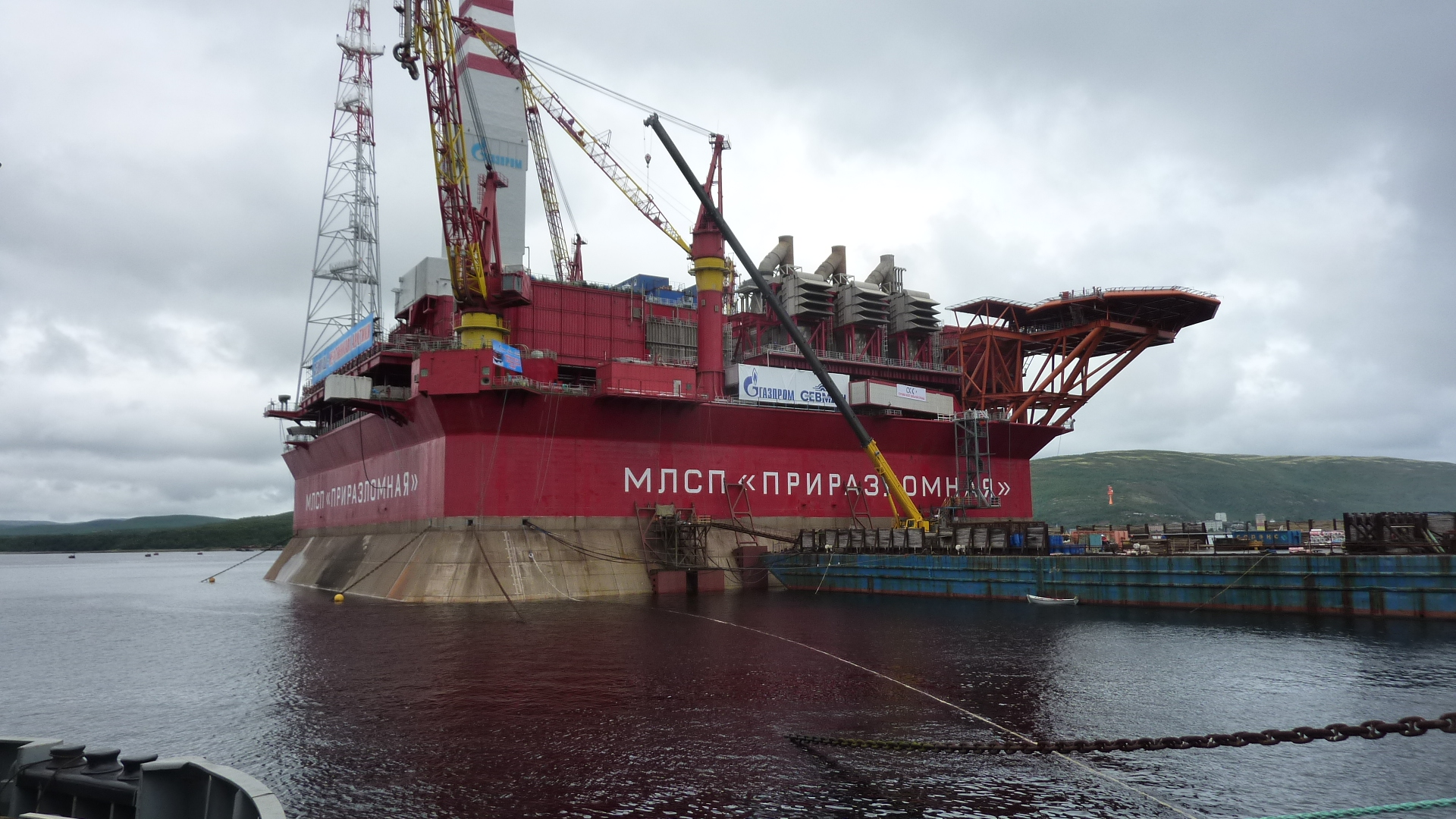
Die Plattform in Murmansk

## Besonderheiten der MLSP Priraslomnaja

### Spezielle Anpassung an den Einsatzort
- Wellenhöhe bis 10 m (laut Statistik einmal in 100 Jahren)
- 3 m dicke Betonwände mit mehrschichtigem Stahl
- Umbruchkante für Wellen und Eis im oberen Bereich des Caissons

### Technologische Vorgänge bei der Förderung
- Bohrlöcher (bis zu 40 Stück)
- Förderung von Erdöl
- Lagerung des Erdöls in 12 Tanks bis zum Abtransport
- Verschiffung des Erdöls mit eisgängigen Tankern (über zwei Krane)
- Versorgung der Plattform mit Wärme- und Elektroenergie

### Sicherheitskonzept der Erdölübergabe
- Auswahl einer der beiden Übergabekrane in Abhängigkeit von Wellengang, Eisgang, Strömung und Wetter
- Berücksichtigung von bis zu 30 verschiedenen Faktoren bei der Freigabe der Erdölübergabe
- Das Übergabesystem ist mit einem Havariestopsystem ausgerüstet, welches die Schlauchverbindung zum Tanker innerhalb von 7 Sekunden verschließt
- Die Plattform ist mit einem automatischen Steuerungssystem ausgestattet, welches den Förderprozeß, die Lagerung, die Übergabe von Erdöl, die Verteilung der Elektroenergie und den Brandschutz überwacht
- Da die Plattform auf dem Meeresboden steht, endet die Verrohrung der Bohrlöcher innerhalb der Plattform. Im Havariefall ist die Plattform im Gegensatz zu den Förderanlagen im Golf von Mexiko selbst imstande die Bohrlöcher zu verschließen.

## Öltransport
Zur unterbrechungsfreien Gewährleistung des Öltransportes gibt es zwei eisgängige Tanker (Michail Uljanow; Kirill Lawrow) und drei Eisbrecher.

## Förderung
Im April 2014 transportierte der erste Tanker Öl von Priraslomnaja nach Rotterdam.
Im September 2014 wurde das millionste Barrel Erdöl gefördert.

## Technische Daten
| Besatzung                                                              | 200 Mann     | 200 Mann                                  | 200 Mann             |
| Eigenmasse                                                             | 117.000 t    | mit Ballast                               | 506.000 t            |
| Abmessungen:                                                           |              |                                           |                      |
| Gesamthöhe                                                             | 141 m        | Höhe des Caissons:                        | 24,3 m               |
| Grundfläche des Caissons                                               | 126 × 126 m  | Caisson in Meereshöhe                     | 102 m × 102 m        |
| Räume innerhalb des Caissons                                           | 12 Tanklager | 12 Tanklager                              | 113.000 m3           |
| Förderkapazität                                                        |              |                                           |                      |
| Geplante Förderung 2014                                                | 300.000 t    | Maximale Fördermenge (nach dem Jahr 2020) | 5 Millionen t / Jahr |
| Periodizität der Verschiffung von Erdöl (bei maximaler Förderleistung) | alle 6 Tage  | alle 6 Tage                               | alle 6 Tage          |
| Autonomie                                                              |              |                                           |                      |
| Besatzungswechsel:                                                     | alle 30 Tage | Materiallieferung:                        | alle 60 Tage         |
| Angaben der Herstellerwerft Sewmasch in Sewerodwinsk                   |              |                                           |                      |

## Proteste
Umweltschützer protestieren schon länger gegen die Pläne, eine Plattform in dem Seegebiet zu errichten, da eine Gefährdung des hochempfindlichen Ökosystems im Polarmeer bestehe. Kritiker behaupten, dass den russischen Firmen und Behörden jegliche Erfahrung mit Offshore-Förderung fehle. So soll Notfallequipment rund tausend Kilometer entfernt gelagert sein.

### 2012
Im Sommer 2012 hatten Greenpaece-Mitarbeiter die Bohrinsel bereits einmal geentert. Damals hielten sie die Plattform für 15 Stunden besetzt.

### 2013
Am Mittwoch, den 18. September 2013 hatte sich die Arctic Sunrise der Förderplattform genähert. Auf Warnschüsse der russischen Küstenwache reagierte der Kapitän nicht. Greenpeace-Aktivisten hielten mit fünf Schnellbooten auf die Anlage zu und versuchten anschließend, an der steilen Außenwand hinaufzuklettern. Dies wurde verhindert; von Greenpeace veröffentlichtes Bild- und Videomaterial zeigte, wie die Kletterer zunächst mit kaltem Wasser bespritzt und anschließend mit vorgehaltenen Waffen festgesetzt wurden. Es sei darum gegangen, die Sicherheit der Förderanlage zu gewährleisten, erklärte Michail Karpenko, Interimsleiter der Grenzverwaltung des FSB Russlands für das Gebiet Murmansk. Greenpeace habe nicht auf Warnungen reagiert. Greenpeace beklagte, dass vier ihrer Schnellboote aufgeschlitzt worden seien. Zwei Umweltschützer, eine Finnin und ein Schweizer, wurden von den russischen Behörden in Gewahrsam genommen.
Am Nachmittag des folgenden Tages eskalierte die Situation. Die Arctic Sunrise kreiste zunächst drei Seemeilen von der Plattform entfernt und wurde von einem Küstenwachschiff mit der Registrierung „058“ verfolgt. Dann enterten Soldaten der Grenztruppen Russlands mit Hilfe eines Hubschraubers das Schiff, die gesamte Crew wurde festgenommen. Drei Besatzungsmitglieder konnten sich zunächst im Funkraum einschließen; die Satellitentelefone an Bord waren nicht mehr zu erreichen. Nach Greenpeace-Angaben hätten Besatzungsmitglieder auf dem Deck knien müssen und wurden von Grenzsoldaten mit Waffen bedroht.
Greenpeace stellt das Vorgehen der russischen Küstenwache als illegal dar, weil in der ausschließlichen Wirtschaftszone das Seerechtsübereinkommen gültig sei. Demgegenüber beurteilen Seerechtler den Vorgang differenziert: nach der SUA-Konvention sei bereits der Versuch, eine Plattform zu besetzen, eine Straftat.